# Мюраты

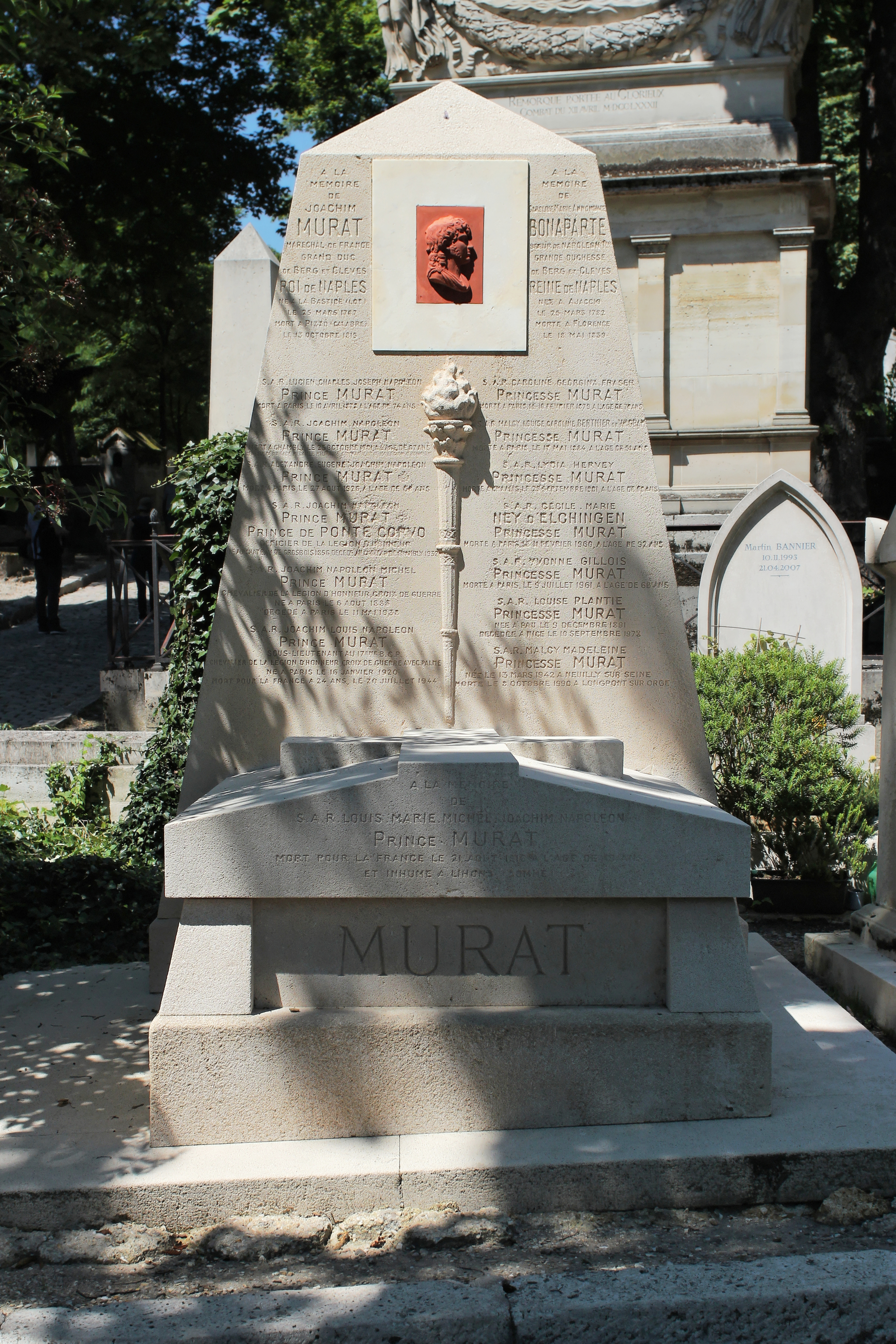
Усыпальница семьи Мюрат на кладбище Пер-Лашез

Мюраты (фр. Murat; правильное произношение - Мюра) — семья принцев (князей; фр. Prince Murat), потомки Иоахима Мюрата, наполеоновского маршала и неаполитанского короля, и его жены Каролины, сестры Наполеона I. Род принцев Мюратов существует до настоящего времени. Наследник носит титул принца Понтекорво (до 1812 года его носил маршал Бернадот, но после того, как он был избран шведским престолонаследником, Наполеон своим указом передал титул Понтекорво второму сыну Мюрата Люсьену).

## Принцы Мюраты
| Имя                      | Дата рождения   | Дата смерти              | Период начало   | Период конец                       |
| ------------------------ | --------------- | ------------------------ | --------------- | ---------------------------------- |
| Иоахим, 1-й принц Мюрат  | 25 марта 1767   | 13.10.1815               |                 |                                    |
| Ашиль, 2-й принц Мюрат   | 21 января 1801  | 15.4.1847                | 13 октября 1815 | 15 апреля 1847 (31 год 184 дня)    |
| Люсьен, 3-й принц Мюрат  | 16 мая 1803     | 10.4.1878                | 15 апреля 1847  | 10 апреля 1878 (30 лет 360 дней)   |
| Иоахим, 4-й принц Мюрат  | 21 июня 1834    | 23.10.1901               | 10 апреля 1878  | 23 октября 1901 (23 года 196 дней) |
| Иоахим, 5-й принц Мюрат  | 28 февраля 1856 | 2.11.1932                | 23 октября 1901 | 2 ноября 1932 (31 год 10 дней)     |
| Иоахим, 6-й принц Мюрат  | 6 августа 1885  | 11.5.1938                | 2 ноября 1932   | 11 мая 1938 (5 лет 190 дней)       |
| Иоахим, 7-й принц Мюрат  | 16 января 1920  | 20.7.1944                | 11 мая 1938     | 20 июля 1944 (6 лет 70 дней)       |
| Иоахим, 8-й принц Мюрат  | 26 ноября 1944  | (возраст 80 лет 232 дня) | 20 июля 1944    | (80 лет 361 день)                  |
| Иоахим, принц Понтекорво | 3 мая 1973      | (возраст 52 года 74 дня) |                 |                                    |

Ашиль Мюрат (1801—1847), старший сын Мюрата, в 1821 г. переселился в США; написал несколько сочинений по конституционному праву США; во время бельгийской революции поступил в бельгийскую армию, но потом вернулся в Америку.
Люсьен Мюрат, принц Понтекорво (1803—1878), второй сын Мюрата, также жил в Америке, где, вместе с женой, основал Женский пансион. После февральской революции вернулся во Францию, где был выбран депутатом в учредительное собрание; в 1849—1850 гг. был полномочным послом («министром») Франции в Сардинском королевстве. В 1853 г. Наполеон III пожаловал ему титул Высочества и назначил сенатором. Во второй половине 1850-х годов Мюрат явно стремился получить трон Обеих Сицилий, а в 1861 г. заявил о своих претензиях в особом манифесте. В самой Италии была партия, его поддерживавшая, но она не была достаточно сильна. Наполеон III не поддержал претендента, и его надежды не осуществились.
В настоящее время главой семьи является Иоахим Мюрат, 8-й принц Мюрат, родившийся в 1944 г.